# Клип-арт
Клип-арт (англ. clip art, от англ. to clip — вырезать) — графические изображения, иллюстрации и орнаменты, как правило распространяемые в виде подборок и предназначенные для того, чтобы, не обладая навыками художника, иллюстрировать и украшать статьи, документы, объявления, стенгазеты, презентации и прочие печатные и изобразительные материалы. Входящие в клип-арт рисунки создаются максимально нейтральными, чтобы их можно было бы использовать в разных контекстах. Как правило, это изображения людей, животных, предметов и типовых сцен повседневного быта, отдыха и профессиональной деятельности. Также, комбинируя несколько рисунков, можно создавать более сложные сцены.

## История

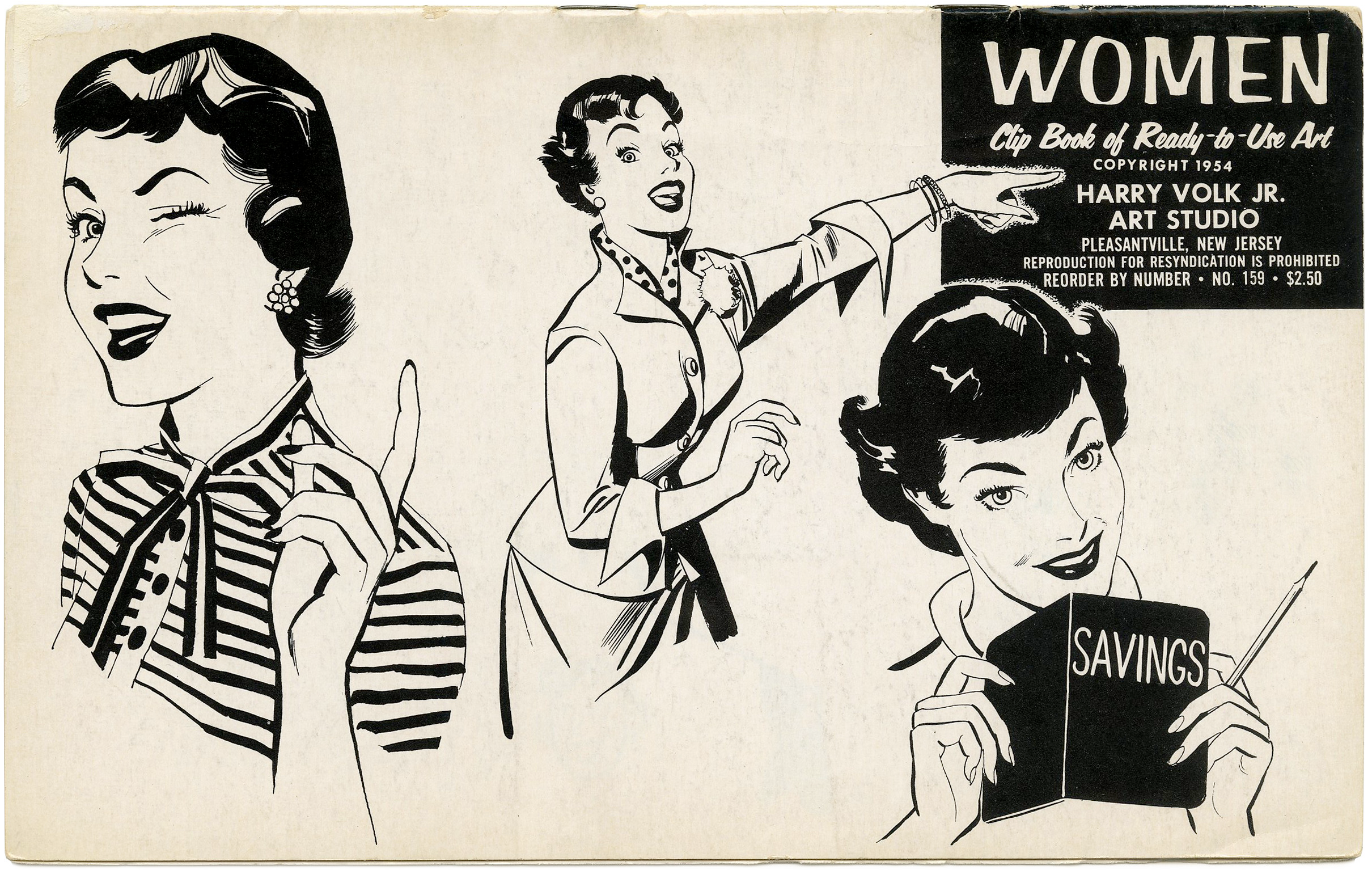
Обложка каталога Волка-младшего 1954 года, тема каталога — женщины

Рождение клип-арта связывают с именем Гарри Волка-младшего. В 1949 году он основал компанию Harry Volk Jr. Advertising, продававшую каталоги изображений «Clip book». Каждый каталог состоял из 8 листов, был посвящён какой-либо теме, например профессиям, и стоил от $1,75 до $2,50. Предназначены эти каталоги были для небольших издательств, малого бизнеса и рекламных компаний. До него выходили отдельные каталоги иллюстративных материалов, однако именно каталоги Волка-младшего стали массовым явлением и широко использовались вплоть до конца 80-х годов. Другой известный издатель клип-арта — группа Dover Books, основанная в 1941 году.
С середины 1980-х, с широким распространением текстовых процессоров и настольных издательских систем, клип-арт перешёл в область компьютерной графики. В 1983 году вышла библиотека клипарта для PC в составе менеджера графических файлов VCN ExecuVision, а в 1984-м — библиотека клипарта для компьютеров Macintosh. Библиотеки клип-арта могли как издаваться отдельно, так и идти в комплекте с программным обеспечением, к примеру вышедший в 1993 году Microsoft Word 6.0 включал в себя 82 картинки в формате WMF. Так как разрешение экранов в те годы было невысоким, как и объёмы носителей информации, наибольшей популярностью пользовались несложные векторные иллюстрации, которые могли быть распечатаны с помощью лазерного принтера или фотонаборного автомата в высоком разрешении без дефектов масштабирования.
Важной вехой стало появление CD-ROM, позволившего продавать сразу большое количество иллюстраций. Однако с середины 90-х объёмы каталогов клипарта начали расти, а качество падать. К примеру, выпущенная в 1995 году библиотека от компании «T/Maker» содержала уже 500 тысяч картинок. Многие каталоги клипарта стали превращаться в shovelware, состоящее из векторизованных фотографий и простых рисунков, сделанных непрофессиональными художниками. Сам по себе клипарт стал считаться китчем, спутником непрофессиональных презентаций и скучной офисной работы.
1 декабря 2014 года компания Microsoft объявила об исключении из комплекта поставки Microsoft Office стандартной библиотеки клипарта. Нишу клипарта заняли фотостоки.